# Saská východní marka
Saská východní marka (německy Sächsische Ostmark) byl pohraniční stát Svaté říše římské v 10. až 12. století. Vznikla na území rozsáhlé Gerovy marky (latinsky Marca Geronis) v rámci jejího přeorganizování, resp. na několik menších marek v jedné. Někteří historici považují starší Marku Geronis a Východní marku za jeden a tentýž státní útvar. Saská východní marka se ve 12. století vyvinula v Lužické markrabství.
Název Východní marka (německy Ostmark) pochází z latinského Marchia Orientalis, které se rovněž užívalo pro marku Bavorského vévodství pojmenovanou jako Ostarrîchi, později známou jako Rakousko (Österreich). Účelem obou východních marek byla obrana před Slovany či (v případě bavorské) Maďary, případně pro výboje proti nim.

## Geografie
Saskou východní marku tvořilo několik menších:
- Severní marka (Nordmark) – rozkládala se kolem města Braniboru a zanikla během povstání Polabských Slovanů v roce 983
- Míšeňská marka (Mark Meißen)
- Merseburská marka (Mark Merseburg)
- Lužická marka
- Zeitzská marka (Mark Zeitz)

## Historie
V roce 965 zemřel markrabě Gero, vládce marky nesoucí jeho jméno, přičemž nezanechal po sobě žádného dědice. Země byla rozdělena do několika částí a markraběcí titul byl císařem Otou I. udělen Gerovýmu příbuznému, saskému hraběti Odovi (Hodovi). Během polsko-německé války v letech 1002–1018 ztratil Odův nástupce Gero II. východní část marky, kterou si vybojoval polský kníže Boleslav Chrabrý. Jeho syn Měšek II. Lambert byl nucen v roce 1031 vrátit dobyté území zpět císaři Konrádovi II. V roce 1046 marku zdědil Dedo I. ze saského rodu Wettinů. Jeho synovi a nástupci Jindřichovi I. byl navíc v roce 1089 císařem Jindřichem IV. udělena Míšeňská marka. V průběhu let se Východní marka vyvinula v Lužické markrabství. Obě marky zůstaly nadále v držení dynastie Wettinů a jejich území se v pozdním středověku staly neodmyslitelným jádrem Saského kurfiřtství.